# رولینگ پرایری (ایندیانا)
رولینگ پرایری (به انگلیسی: Rolling Prairie) یک منطقهٔ مسکونی در ایالات متحده آمریکا است که در شهرستان لاپورته، ایندیانا واقع شده‌است. رولینگ پرایری ۵۸۲ نفر جمعیت دارد و ۲۵۲٫۹۹ متر بالاتر از سطح دریا واقع شده‌است.